# Episodi de I rangers della foresta (seconda stagione)
La seconda stagione della serie televisiva I rangers della foresta (The Forest Rangers) è andata in onda in Canada nel 1964 sulla CBC.
| nº | Titolo originale          | Prima TV Canada | Titolo italiano | Prima TV Italia |
| -- | ------------------------- | --------------- | --------------- | --------------- |
| 1  | The Deal                  | 1964            |                 |                 |
| 2  | Hidden Gold               | 1964            |                 |                 |
| 3  | The Strike                | 1964            |                 |                 |
| 4  | Ghost at Hoot Owl Lake    | 1964            |                 |                 |
| 5  | Let There Be Rain         | 1964            |                 |                 |
| 6  | Aggie                     | 1964            |                 |                 |
| 7  | The Wendigo               | 1965            |                 |                 |
| 8  | Kitten in the Garden      | 1964            |                 |                 |
| 9  | A Stranger to Himself     | 1964            |                 |                 |
| 10 | Wild Boy                  | 1964            |                 |                 |
| 11 | Surprise Party            | 1964            |                 |                 |
| 12 | Lennie                    | 1964            |                 |                 |
| 13 | Kathy and the Leprachaun  | 1964            |                 |                 |
| 14 | The Haunted Island        | 1964            |                 |                 |
| 15 | Lost                      | 1964            |                 |                 |
| 16 | Bronco Smith              | 1964            |                 |                 |
| 17 | The Bush Pilot            | 1964            |                 |                 |
| 18 | Interchangeable Parts     | 1964            |                 |                 |
| 19 | Uncle Raoul and the Moose | 1964            |                 |                 |
| 20 | His Majesty               | 1964            |                 |                 |
| 21 | Reluctant Prize Fighter   | 1964            |                 |                 |
| 22 | Little Big Shot           | 1964            |                 |                 |
| 23 | The Wild Man              | 1964            |                 |                 |
| 24 | The River                 | 1964            |                 |                 |
| 25 | The Adventurer            | 1964            |                 |                 |
| 26 | The Bear Rug              | 1964            |                 |                 |
| 27 | The Shooting Match        | 1964            |                 |                 |
| 28 | The Haunted House         | 1964            |                 |                 |
| 29 | Ride with a Stranger      | 1965            |                 |                 |
| 30 | Buck Fever                | 1963            |                 |                 |
| 31 | Gold Nuggets              | 1964            |                 |                 |

## The Deal
- Prima televisiva: 1964

### Trama
- Guest star: Rolland Bédard (zio Raoul), John Vernon (Oliver Bell)

## Hidden Gold
- Prima televisiva: 1964

### Trama
- Guest star: John Mackin (Johnson), Guy Sanvido (Harrowsmith), Arch McDonnell (Minchington), John 'Frenchie' Berger (cercatore)

## The Strike
- Prima televisiva: 1964

### Trama
- Guest star: Ken James (Bassett), Jack Van Evera (Cunningham), Ed McNamara (Kane), Marc Strange (Hank)

## Ghost at Hoot Owl Lake
- Prima televisiva: 1964

### Trama
- Guest star: John Horton (Jack Tmicki), Alan Pearce (Local)

## Let There Be Rain
- Prima televisiva: 1964

### Trama
- Guest star: Beth Amos (Mrs. O'Donnell), John Mackin (Mr. Johnson), Tom Kneebone (Bobo the Clown), John Parks (Crewman)

## Aggie
- Prima televisiva: 1964

### Trama
- Guest star: Sydney Brown (Mr. Macpherson), John Mackin (Mr. Johnson), Barbara Hamilton (Mrs. Aggie Apple), Vernon Chapman (Fred Stark), Alan Pearce (Art Egan)

## The Wendigo
- Prima televisiva: 1965

### Trama
- Guest star: Denise Pidgeon (Emmasina Wabigan), Bill Nagy (Mr. Wabigan)

## Kitten in the Garden
- Prima televisiva: 1964

### Trama
- Guest star: Bill Nagy (Mr. Flannagan)

## A Stranger to Himself
- Prima televisiva: 1964

### Trama
- Guest star: Sean Sullivan (Walter P. Harrison), Frank Perry (LaMontaine), Barbara Hamilton (Mrs. Aggie Apple), Ken James (Jeff Brady)

## Wild Boy
- Prima televisiva: 1964

### Trama
- Guest star: Barbara Hamilton (Mrs. Aggie Apple), David Brimer (Batty Maguire), Art Jenoff (Mr. McGuire)

## Surprise Party
- Prima televisiva: 1964

### Trama
- Guest star: Rolland Bédard (zio Raoul), Kurt Schiegl (Little Bill Blount)

## Lennie
- Prima televisiva: 1964

### Trama
- Guest star: Anthony Brown (Lennie)

## Kathy and the Leprachaun
- Prima televisiva: 1964

### Trama
- Guest star: Beth Amos (Mrs. O'Donnell), Leslie Yeo (Tim O'Donnell), Don Arioli (Patrick O'Toole), Dennis Sweeting (Veterinarian)

## The Haunted Island
- Prima televisiva: 1964

### Trama
- Guest star: Leslie Barringer (Paul), Les Rubie (Turner)

## Lost
- Prima televisiva: 1964

### Trama
- Guest star: Simon Tully (Timmy Forbes), Jonathan White (Fred Hill), Rex Sevenoaks (Todd)

## Bronco Smith
- Prima televisiva: 1964

### Trama
- Guest star: Neil Dainard (Wrangler), William de Marois (Chief Paskacheetay), Myron Natwick (Bronco Smith), Carl Liberman (Billy Shawanda), Steven Barringer (operatore radio)

## The Bush Pilot
- Prima televisiva: 1964

### Trama
- Guest star: John Ruta (Fred), Eric Clavering (Shingwauk), Gerard Parkes (Charlie Appleby), Marc Fiorini (Manuel Moreno)

## Interchangeable Parts
- Prima televisiva: 1964

### Trama
- Guest star: Gerard Parkes (Charlie Appleby), Alexander Webster (dottor Dugan), George Luscombe (Jim Fraser)

## Uncle Raoul and the Moose
- Prima televisiva: 1964

### Trama
- Guest star: Ben Lennick (Martin), Gerard Parkes (Flynn), Rolland Bédard (zio Raoul), Tom Harvey (Brody), John Mackin (Johnson)

## His Majesty
- Prima televisiva: 1964

### Trama
- Guest star: John Paris (Local), Alan Pearce (Local), Jay Shannon (Red), Lawrence Cherniak (Hank), Franz Russel (Fisherman)

## Reluctant Prize Fighter
- Prima televisiva: 1964

### Trama
- Guest star: James Peddie (manager), Wil Albert (Barney), Brian Crabb (Killer Jones), John Parks (Local)

## Little Big Shot
- Prima televisiva: 1964

### Trama
- Guest star: James Barron (Brinks), Danny Henry (Marty Croft), Michael Tully (Johnny O'Reilly), George Luscombe (Jim Fraser)

## The Wild Man
- Prima televisiva: 1964

### Trama
- Guest star: Anthony Kramreither (Wild Man)

## The River
- Prima televisiva: 1964

### Trama
- Guest star: Garrick Hagon (Johnnie Nipick), Jon Granik (Cheetapaskay), Buddy Ferens (Eddie Piccard)

## The Adventurer
- Prima televisiva: 1964

### Trama
- Guest star: Drew Thompson (Mr. Wellington Harleybone), John 'Frenchie' Berger (cercatore)

## The Bear Rug
- Prima televisiva: 1964

### Trama
- Guest star: Don Mason (Steve), Sydney Thompson (Hank), Doug Master (Murray)

## The Shooting Match
- Prima televisiva: 1964

### Trama
- Guest star: Barbara Hamilton (Mrs. Aggie Apple), Antony Parr (Angus), John Mackin (Johnson)

## The Haunted House
- Prima televisiva: 1964

### Trama
- Guest star: Dermot Grice (Dorcas)

## Ride with a Stranger
- Prima televisiva: 1965

### Trama
- Guest star: Alex Barringer (operatore radio), E.M. Margolese (Jewel Thief), Cecil Montgomery (Jewel Thief)

## Buck Fever
- Prima televisiva: 1963

### Trama
- Guest star: Jim Begg (Stu), Gillie Fenwick (Brannigan), Michael Tully (Johnny O'Reilly), Donald Barton (Arthur)

## Gold Nuggets
- Prima televisiva: 1964

### Trama
- Guest star: Barry Lavender (Jack Flood), John Mackin (Johnson), Matthew Ferguson (Danny Bailey), Marc Strange (Charlie Snell)